# Riccardia muscoides
Riccardia muscoides là một loài rêu trong họ Aneuraceae. Loài này được Colenso E.A. Hodgs. mô tả khoa học đầu tiên năm 1962.